# التكلة أولاد أحمد
التكله أولاد أحمد قرية سودانية، تقع في ولاية الجزيرة محلية الحصاحيصا وحدة طابت الإدارية وتوجد شمال قرية أبوعدارة، وتحيط بها قرى مثل قرية أبوعدارة، وأم جريس وغيرها. وتتميز هذه القرية انها تعكس صورة المجتمع الريفي البسيط وأصل الحياة القديمة، ويبلغ عدد سكانها ألفي شخص تقريبا، وهي قرية اعتمادها الكلي علي الزراعة والثروة الحيوانية.